# Johann Nepomuk Hautmann

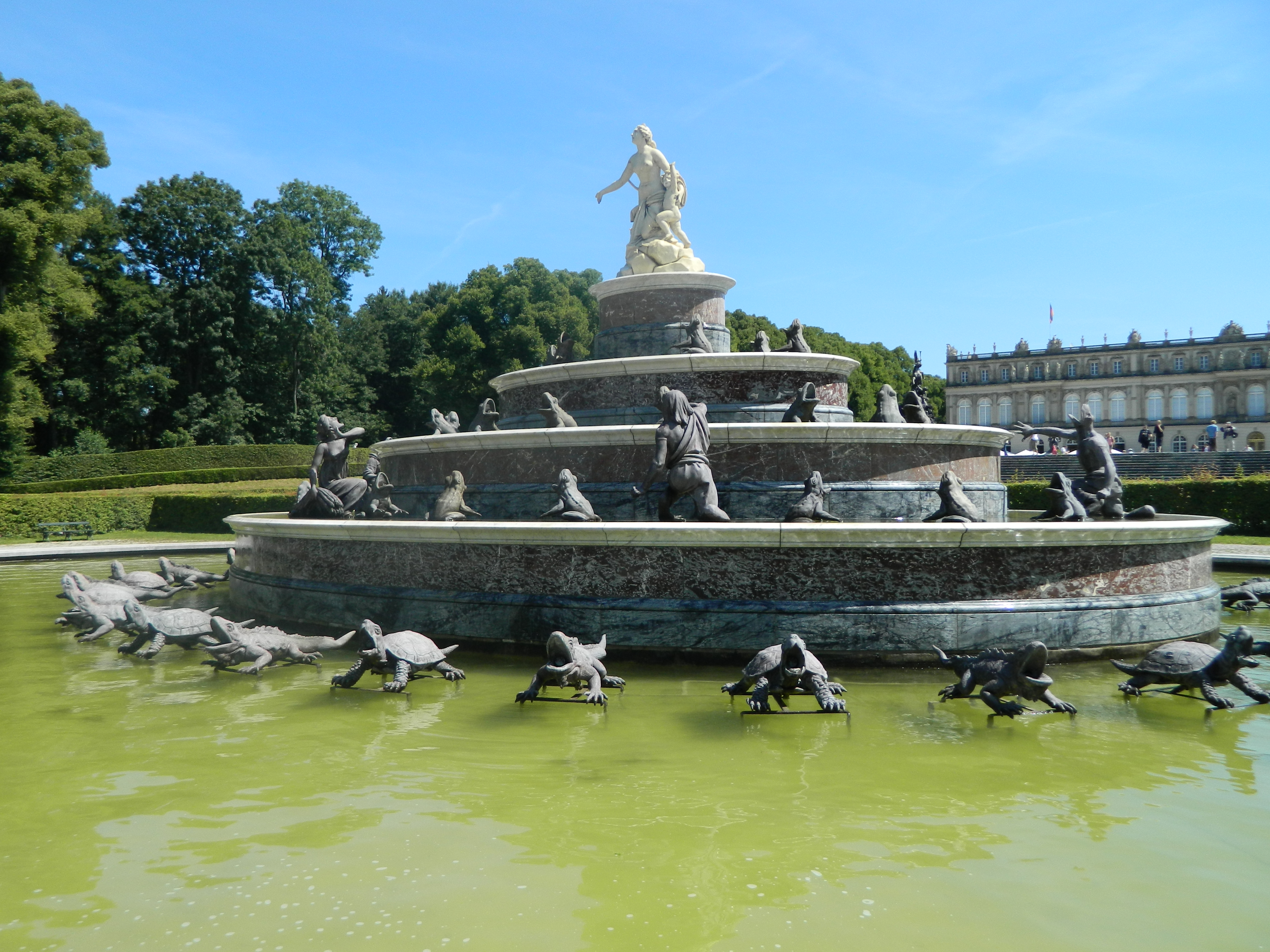
Bassin de Latone à Herrenchiemsee

Johann Nepomuk Hauttmann, né le 21 avril 1820 à Munich et y décédé le 30 janvier 1903, est un sculpteur bavarois.

## Biographie
Johann Nepomuk Hauttmann étudie à l'Académie des beaux-arts de Munich avec Ludwig Schwanthaler et Konrad Eberhard. De 1848 à 1865, il est le conservateur en chef du Musée Schwanthaler de l'Académie de Munich. Il dirige un atelier de sculpteur. Le roi Maximilien II, mécène de la science et les arts en Bavière, le nomme sculpteur de la cour. Le roi Louis II l’envoie étudier à Paris et Versailles.
À sa demande, Hautmann réalise en 1867 un buste de Sophie-Charlotte qui était alors la fiancée du roi. Dans les années 1870, Hautmann sculpte des saints dans la cathédrale d'Augsbourg et dans l'église de la paroisse de St. Jakob à Friedberg. Entre 1873 à 1877, participe à la décoration du château de Linderhof.
Dans les années 1880, il reçoit les commandes pour diverses sculptures dans le palais et le parc de Herrenchiemsee. Ses œuvres les plus connues sont le bassin de Latone et le groupe de chasse des animaux face au château. Les deux œuvres sont inspirées de celle qu’on peut voir au Palais de Versailles.
C’est Hautmann qui réalise le masque funéraire de Louis II. L’absence de paiement pour ses œuvres le conduisent à la faillite en 1891. En 1894, il réalise un monument en l'honneur de Louis II. Ce buste de 2 mètres est érigé dans la rue Kohlgruber à Murnau.